# Mauro Pinto de Moraes
Mauro Pinto de Moraes (Ubá, 29 de outubro de 1933 – São João del-Rei, 28 de março de 2015) foi um médico e político brasileiro do estado de Minas Gerais.
Mauro Moraes foi deputado estadual constituinte de Minas Gerais na 11ª legislatura (1987–1991), pelo PMDB.

## Biografia
Mudou-se para São João del-Rei em 1959 para trabalhar na Santa Casa da Misericórdia. Serviu como médico no 11º Batalhão de Infantaria de Montanha. Na cidade fundou uma concessionária de automóveis e iniciou sua carreira política.